# Черноморское сельское поселение
Черноморское се́льское поселе́ние (укр. Чорноморське сільське поселення, крымскотат. Черноморское кой юрту, Акъмечит кой юрту) — муниципальное образование в составе Черноморского района Республики Крым России.
Административный центр и единственный населённый пункт поселения — пгт Черноморское (учитываемый Крымстатом как сельский населённый пункт).

## Население
1. Н/Д[3]

## История
В советское время был образован Черноморский поселковый совет.
Статус и границы Черноморского сельского поселения установлены Законом Республики Крым от 5 июня 2014 года № 15-ЗРК «Об установлении границ муниципальных образований и статусе муниципальных образований в Республике Крым».